# Операция «Минск»
Минская операция 1919 года — польское наступление с целью захвата столицы ЛитБела Минска, проводившееся 8 августа 1919 во время советско-польской войны.

## Перед операцией
Летом 1919 после успеха польских войск в нескольких сражениях с войсками Советской России, обеим сторонам понадобилось время, для реорганизации своих сил и концентрации войск. Однако польское руководство решило нанести ещё один удар по большевикам, пользуясь результатами польского наступления. Его целью была 16 армия с командованием в Минске. Это позволило бы уничтожить материально-техническое обеспечение советских войск, после взятия контроля над железной дорогой в районе Минска. 4 июля польские войска (Литовско-Белорусский фронт) во главе с генералом Станиславом Шептыцким захватили Молодечно. После командующий фронтом остановил наступление, чтобы перегруппировать и пополнить военные силы.
О близящейся катастрофе председатель Совнаркома Литовско-Белорусской ССР Мицкявичус-Капсукас телеграфирует в Москву В. И. Ленину: он сообщает, что врага удалось на время остановить лишь в 30 километрах от Минска. К этому времени уже завершена эвакуация всех ценностей из города. Эти известия вызывают в Москве сильнейшее беспокойство. По решению ЦК партии большевиков в Минск в качестве члена Реввоенсовета Западного фронта направляется «особоуполномоченный» Совета обороны И. В. Сталин. Он пробыл в Минске с 13 по 17 июля 1919 года. За это время было сменено руководство 16-й армией, которой с 14 июля стал командовать В. П. Глаголев; был вызыван в Минск Серго Орджоникидзе в качестве члена Военного совета 16-й армии. Сталин убедился в полной бесперспективности обороны столицы ЛитБела.
Тем не менее 52-я советская стрелковая дивизия 17 июля контратаковала и попытались вернуть Молодечно. Польские войска отбили противника, и силами 41-го и 42-го пехотных полков и части 2-го полка  легионеров предприняли контратаку и вышли на линию Заславль — Паперня — Беларучье. Затем генерал Шептицкий вновь приостановил свое наступление, ожидая подхода подкрепления — Великопольской группы.
29 июля советское командование Западного фронта потребовало от командарма-16 провести наступление во фланг противника от Полоцка в направлении Вилейки и Молодечно, чтобы сдержать давление польских войск на Минск, но 16 армия не смогла это сделать в связи с отсутствием резервов и неразберихи, царившей в войсках. 4 августа командование Западного фронта потребовало удержать Минск, используя резервы из запасных частей армии, пообещав перебросить подкрепление в тысячу бойцов из Мозыря.

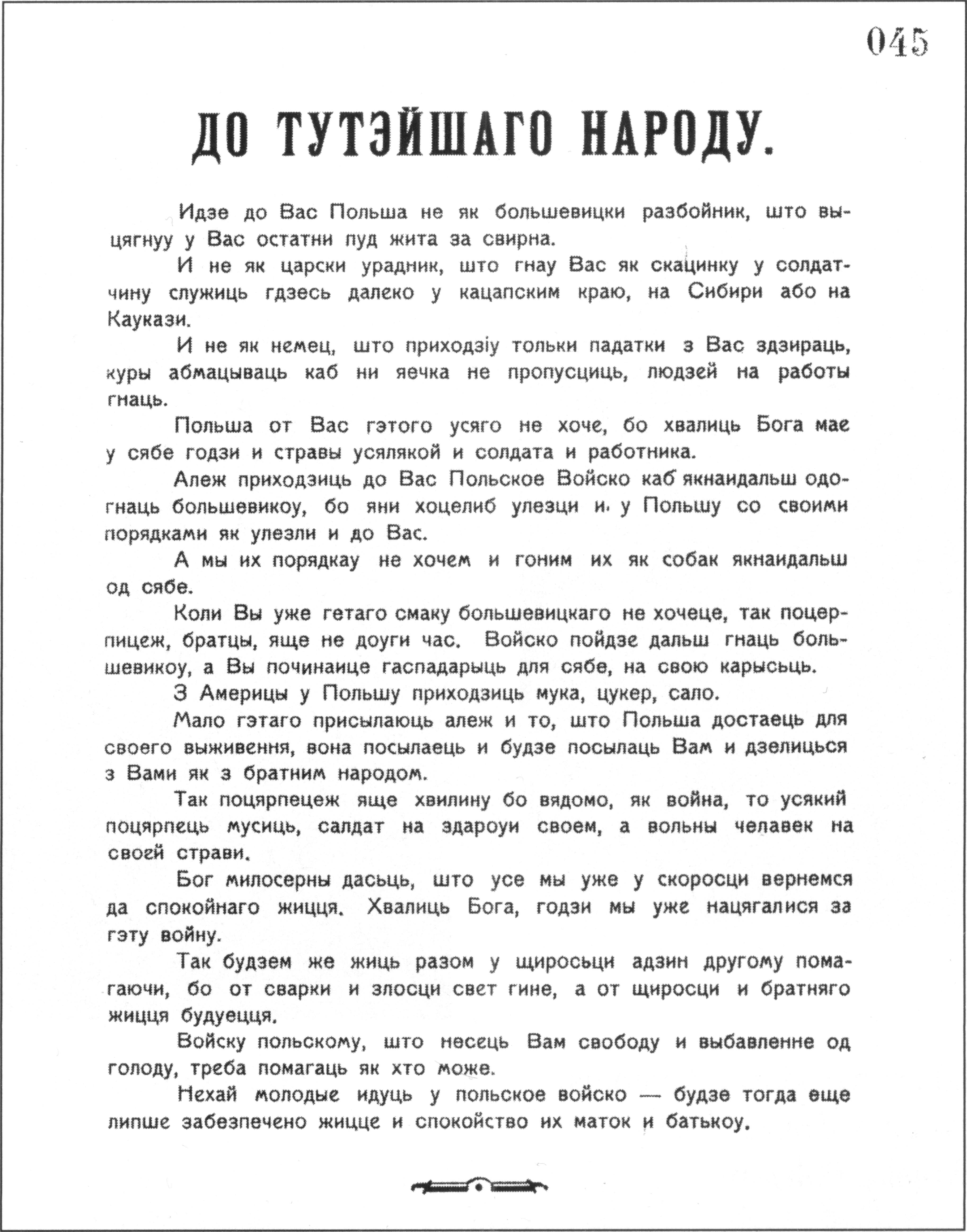
Польская листовка на белорусском языке к местному населению.

## Ход операции
Для захвати Минска были сконцентрированы значительные силы в составе 12 000 пехотинцев, 2000 кавалеристов и 40 орудий. По польскому плану город охватывался широкими клещами. 8 августа польская армия перешла в наступление. 2-я пехотная дивизия легионеров наступала на Минск с северо-востока, Великопольская группа — с северо-запада. 1-я пехотная дивизия легионеров прикрывала фланг 2-й дивизии с севера. 15 уланский полк получил задачу перерезать железную дорогу Минск — Борисов. Одновременно из района Налибокской пущи на Койданов наступала группа генерала Ю. Лясоцкого. Вслед за атакующими частями 2-й дивизии легионеров для наблюдения за ходом боя в окрестности Минска на автомобиле приехал главнокомандующий Ю. Пилсудский.
Непосредственно бои за Минск повели 2 и 3-й батальоны 4-го полка пехоты легионеров во главе с майором Станиславом Тессаро и группа майора Юзефа Щепана в составе 1-го батальона 2-го пехотного полка легионеров, усиленного штурмовым батальоном из 2, 3 и 4-го пехотных полков легионеров. Штурмовой батальон был самым успешным и в 10:00 вошел в предместье Минска. Стычки на городских улицах продолжались весь день. Советские войска кое-где использовали броневики. Поляки около 12:00 заняли западную часть города и взорвали железную дорогу на Бобруйск. К 19:00 польские войска полностью овладели городом, захватив в плен около 500 человек, 8 паровозов и 90 вагонов. 

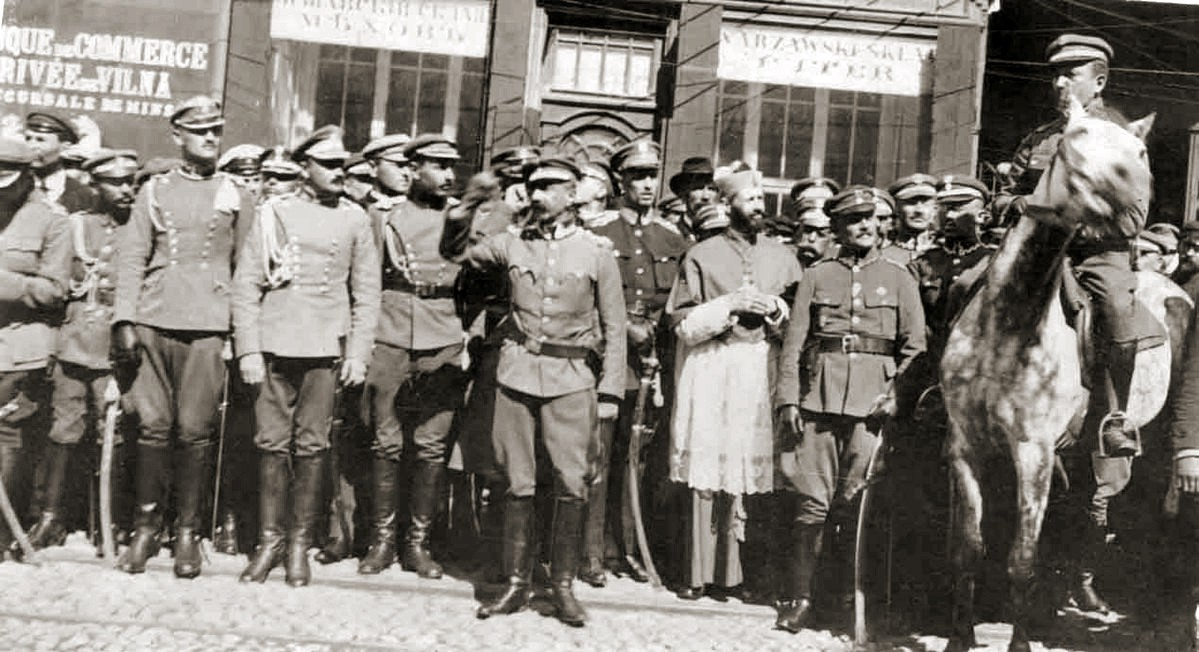
Офицеры Войска Польского в занятом Минске. Август 1919 г.

## Результаты
Потеря Минска ускорила отступление советских войск на других участках 16-й армии. Поляки продолжали наступать. Уже 10 августа они заняли Койданов и Столбцы, 12 августа дошли до местечка Гайна (45 км севернее Минска), а на юго-восточном направлении до линии Смиловичи — Дукора (40 км от Минска). 14 августа польские войска вышли на Березину в районе местечка Жодино. На бобруйском направлении был занят уездный город Игумен (современный Червень). После короткого боя польские войска заняли Пуховичи и подошли здесь к Березине.
Эти успехи позволили польским войскам значительно сдвинуть линию фронта к концу августа, пока Юзеф Пилсудский не издал приказ, который запретил наступление в связи с захватом на этом участке фронта всех земель, важных для Польши.